# Henry Percy, I conte di Northumberland
Henry Percy (Alnwick, 10 novembre 1341 – Bramham Moor, 20 febbraio 1408) fu il primo conte di Northumberland e re titolare di Man.

## Biografia
Era figlio di Henry de Percy, III barone Percy e di Mary di Lancaster. Era dunque un discendente di Enrico III d'Inghilterra.
Sposò Margaret Neville, figlia di Ralph Neville, II barone Neville de Raby, e di Alice de Audley. La coppia ebbe cinque figli:
- Sir Thomas Percy
- Margaret Percy
- Alan Percy
- Harry "Hotspur" Percy
- Sir Ralph Percy

Percy fu dapprima un seguace di Edoardo III d'Inghilterra, per il quale ricoprì alti incarichi nell'amministrazione del nord del paese. In giovane età venne creato Warden of the Marches per la Scozia nel 1362, con la delega di negoziare con il governo scozzese.
Nel febbraio del 1367 gli venne affidata la supervisione di tutti i castelli e le fortificazioni delle marche scozzesi.
Seguitò a ricevere nomine e titoli sotto Riccardo II d'Inghilterra: venne creato conte di Northumberland e per un breve periodo (1377) ricoprì il ruolo di lord maresciallo. Dopo che Riccardo elevò il suo rivale Ralph Neville a conte di Westmorland nel 1397, Percy prese parte alla ribellione di Henry Bolingbroke, che divenne re col nome di Enrico IV.
All'incoronazione di Enrico IV, Percy fu nominato Connestabile d'Inghilterra e ricevette inoltre la corona dell'Isola di Man.
Successivamente Percy e suo figlio Henry, conosciuto come il "Hotspur", furono mandati a sottomettere la rivolta di Owain Glyndŵr, ma i loro tentativi di mettere pace con i gallesi ribelli non incontrarono l'approvazione del re.
Nel 1403 i Percy si rivoltarono contro Enrico IV in favore di Edmund Mortimer, V conte di March e poi cospirarono con Owain Glyndŵr contro il re.
La rivolta dei Percy fallì nella battaglia di Shrewsbury, dove Hotspur perse la vita.
Dato che il conte Percy non aveva partecipato direttamente alla ribellione, egli non fu condannato per tradimento. Tuttavia perse il suo incarico di Connestabile.
Nel 1405 prese parte con Richard le Scrope, arcivescovo di York, ad un'altra rivolta, dopo che Percy era fuggito dalla Scozia e le sue proprietà erano state confiscate dal re.
Nel 1408 Percy partecipò nuovamente ad un'altra ribellione ma stavolta venne ucciso nella battaglia di Bramham Moor. La sua testa, come avveniva per tutti i traditori, venne esposta sul ponte di Londra.

## Letteratura e cinema
Northumberland è il personaggio principale nelle tragedie di Shakespeare Riccardo II (Shakespeare), Enrico IV, parte I e Enrico IV, parte II.
Il suo ruolo in tali opere ispirò il personaggio di Lord Percy Percy, duca di Northumberland nella serie The Black Adder ambientata in tarda epoca plantegeneta.
Il romanzo Lion of Alnwick di Carol Wensby-Scott è il primo volume della trilogia dedicata alla saga dei Percy; gli altri volumi, Lion Dormant e Lion Invincible, raccontano la storia dei loro discendenti e il loro ruolo nella guerra delle due rose.
Henry Percy e suo figlio Hotspur sono i personaggi principali anche del romanzo di Edith Pargeter A Bloody Field by Shrewsbury che ripercorre gli eventi della battaglia di Shrewsbury nel 1403.
Percy è inoltre il protagonista di My Lord John di Georgette Heyer.
Il castello di Alnwick, tradizionale dimora della famiglia Percy, venne presa come location di Hogwarts nei film di Harry Potter.